# Сюлас (река)
Сюлас — река в России, течёт по территории Княжпогостского района Республики Коми. Вытекает из одноимённого озера на высоте 156 м над уровнем моря. Устье реки находится в 96 км по левому берегу реки Коин на высоте 122 м над уровнем моря. Длина реки составляет 25 км.

## Данные водного реестра
По данным государственного водного реестра России относится к Двинско-Печорскому бассейновому округу, водохозяйственный участок реки — Вычегда от города Сыктывкар и до устья, речной подбассейн реки — Вычегда. Речной бассейн реки — Северная Двина.
Код объекта в государственном водном реестре — 03020200212103000021456.